# AS-201 (Аполо)
АS-201 (също и SA-201) е мисия от програма Аполо и първи полет на ракетата-носител Сатурн IB (S-IB). Основната задача на полета е да се тестват ракетните системи и космическия кораб „Аполо“. Изстрелването е извършено от площадка 34 на Кейп Канаверал. Полетът е суборбитален, по балистична траектория и е с продължителност 37 минути и 19 секунди.

## Цели
Целта е тест на ракетата „Сатурн IB“, командния и обслужващ модул на космическия кораб „Аполо“. Корабът е със сериен номер СSМ-009 и е първият серийно производство (Блок „А“). Всички летяли дотогава са модели и прототипи. Тази версия обаче няма скачващ възел за лунния модул, който е добавен по-късно.

## Преди полета
Първата степен на S-IB е била транспортирана до Кейп Канаверал на 14 август 1965 г., а втората – на 18 септември, а корабът – на няколко пъти през октомври. През декември е прикрепен корабът към ракетата. Предвидено е да стартира на 25 февруари, но стартът е отложен поради технически причини с един ден.

## Полет
На 26 февруари стартът е успешно осъществен в 16:12:01 UTC. Първата степен ускорява до 57 km и се отделя, втората степен продължава до височина 425 km и тя на свой ред се отделя от кораба. Корабът стига по инерция до апогей от 488 km и започва да слиза. За увеличаване скоростта на влизане в атмосферата е запален двигателя на обслужващия модул. Достигната е скорост от около 8300 km / s. Двигателят е включван два пъти: първия за 184 секунди, а втория за 10 секунди. Тогава е била проверена възможността за завръщане в космоса. Командният модул се приводнява 37 минути след излитането и два часа по-късно е прибран на борда на американския самолетоносач „Боксър (CV-21)“.
По време на полета се установяват няколко отклонения в работата на кораба „Аполо“. Двигателят на обслужващия модул функционира правилно в продължение само на 80 секунди, когато работата му е прекъсната от наличието на газ хелий в горивната камера. Хелият е бил използван при зареждане на резервоарите с течно гориво и не би трябвало да попада в горивната камера. Това е било причинено от прекъсване на тръбопровод за окислител, който е позволил смесването на хелия с него.
Вторият проблем е, че заради електрическата инсталация се загубва възможността за контрол по време на навлизането в атмосферата. На последно място, измерванията, които са били предвидени да бъдат направени по време на завръщането не се провеждат поради възникнало късо съединение. И двата проблема се дължат на лошо окабеляване, и са лесно отстранени.
Капсулата след завръщането си е транспортирана до полигона за ракетни изследвания в White Sands, щата Ню Мексико за допълнителни изследвания. Тя се намира в Strategic Air and Space Museum, Ашланд, Небраска.